# Vickers QF 2 pounder Mark II
Vickers QF 2 pounder Mark II е 40 mm морско, скорострелно, зенитно автоматично оръдие, разработено от британската компания „Vickers“ в годините на Първата световна война. Едно от първите автоматични оръдия в света. Заради характерния си звук на стрелба е широко известно като „Пом-пом“. Впоследствие развитие получава в зенитния автомат Vickers QF 2 pounder Mark VIII, широко използван в Кралския флот в годините на Втората световна война.

## История на създаването и конструкция
С развитието на авиацията в хода на Първата световна война британския флот започва да изпитва потребност от зенитно оръжие за близката зона, по-ефективно, отколкото използваните за тази цел различни версии на картечниците „Максим“. Конструкторите на компанията „Vickers“, основен британски производител на тези картечници, предлагат на флота двуфунтово автоматично оръдие, представляващо картечница „Vickers“, но със значително увеличени размери. Също автоматите на Vickers се използва и като ЗСУ (на шаси от брониран камион „Peerless“, като 16 такива камиона получава и руската императорска армия)
Автоматът е приет на въоръжение през март 1915 г. и за първи път е поставен на разрушителите тип „М“.

## Бойна употреба
Главният недостатък на дадената система е ниската начална скорост на снаряда – 600 м/с и като резултат от това недостатъчната ѝ далекобойност.